# Aretáfila de Cirene
Aretáfila de Cirene (c. 50 a.C.) foi uma nobre de Cirene, uma antiga colônia grega no norte da África. De acordo com Plutarco em seu trabalho De mulierum virtudes (Sobre as virtudes das mulheres), ela depôs o tirano Nicócrates.
Nicócrates forçou Aretáfila a se casar com ele depois de assassinar seu marido, Fedro. Sob seu governo, os cidadãos de Cirene foram brutalizados, suas propriedades foram apreendidas e suas casas foram destruídas. Aretáfila estava determinada a libertar seu povo do governante violento e conspirou para envenená-lo. A mãe de Nicócrates, Cálbia, suspeitava de seus planos e o convenceu a torturar Aretáfila.
O segundo casamento forçado de Aretáfila gerou uma filha, a quem ela incentivou a seduzir o irmão de seu pai, Leandro, em um esforço para depor seu pai tirânico. Aretáfila conseguiu convencer Leandro a assassinar Nicócrates. Infelizmente, Leandro provou ser tão tirano quanto seu irmão, levando Aretáfila a elaborar um novo plano para libertar seu povo de governantes estrangeiros opressivos. Ela subornou o príncipe líbio Ánabo para capturar Leandro e prendê-lo. Aretáfila foi elogiada pelo público cireneu, que a ofereceu um papel no novo governo, mas ela recusou. Ela passou o resto de sua vida nos aposentos femininos de sua casa, em seu tear. Os historiadores debateram o papel de Aretáfila como uma figura de culto para as mulheres em seu tempo.